# Бауэр, Густав (борец)
Густав Джордж Бауэр (англ. Gustave George Bauer; 3 апреля 1884, Ньюарк, Нью-Джерси — ?) — американский борец, серебряный призёр летних Олимпийских игр 1904.
На Играх 1904 в Сент-Луисе Бауэр соревновался только в категории до 52,2 кг. Он выиграл в полуфинале у Уильяма Нельсона, но проиграл в финале Джорджу Менерту и получил серебряную медаль.